# Dióxido de uranio
El dióxido de uranio u óxido de uranio(IV) (UO2), también conocido como urano u óxido uranoso, es un óxido de uranio. Es un polvo negro, radiactivo y cristalino que aparece naturalmente en el mineral de uraninita. Es usado en las varillas del combustible nuclear en los  reactores nucleares. Una mezcla de dióxidos de uranio y plutonio es usada en el combustible MOX. Antes de 1960 era usado como un tinte colorante amarillo y negro en vidrios y en cerámica vidriada.

## Producción
El dióxido de uranio es producido por la reducción del trióxido de uranio con hidrógeno.
UO3 + H2 → UO2 + H2O a 700 °C (970 K)
Esta reacción ocurre como parte del reprocesamiento del combustible nuclear y del enriquecimiento del uranio para combustible nuclear.

## Química

### Estructura
La relación de radios del sólido es aproximadamente igual a 0.735, que corresponde a una estructura igual a la del CsCl según las reglas de Pauling. Experimentalmente se ha verificado esta estructura a condiciones estándar de presión y temperatura.

### Oxidación
El dióxido de uranio es oxidado al ponerse en contacto con el oxígeno en octaóxido de triuranio.
3 UO2 + O2 → U3O8 a 700 °C (970 K)
La electroquímica del dióxido de uranio ha sido investigada en detalle ya que la corrosión galvánica del dióxido de uranio controla la tasa a la que el combustible nuclear se disuelve. Esto se trata con mayor detalle en combustible nuclear gastado. El agua incrementa la tasa de oxidación de los metales de plutonio y uranio.

## Usos

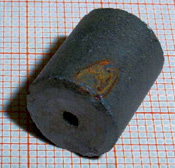
Pellet de combustible de óxido de uranio.

### Combustible nuclear
El UO2 es usado principalmente como combustible nuclear, específicamente como UO2 o como una mezcla de UO2 y de PuO2 (dióxido de plutonio) llamada óxido mezclado ( combustible MOX) para las varillas de combustible en los reactores nucleares.
Se debe destacar que la conductividad termal del dióxido de uranio es muy baja cuando se la compara con la del uranio, nitrito de uranio, carburo de uranio y del zirconio usado como material de revestimiento. Esta baja conductividad termal puede resultar en sobrecalentamiento localizado en los centros de las pellets de combustible. El gráfico de más abajo muestra los diferentes gradientes de temperatura en los distintos compuestos de combustible. Para estos combustibles la densidad de potencia termal es la misma y el diámetro de todas las pellets es el mismo.

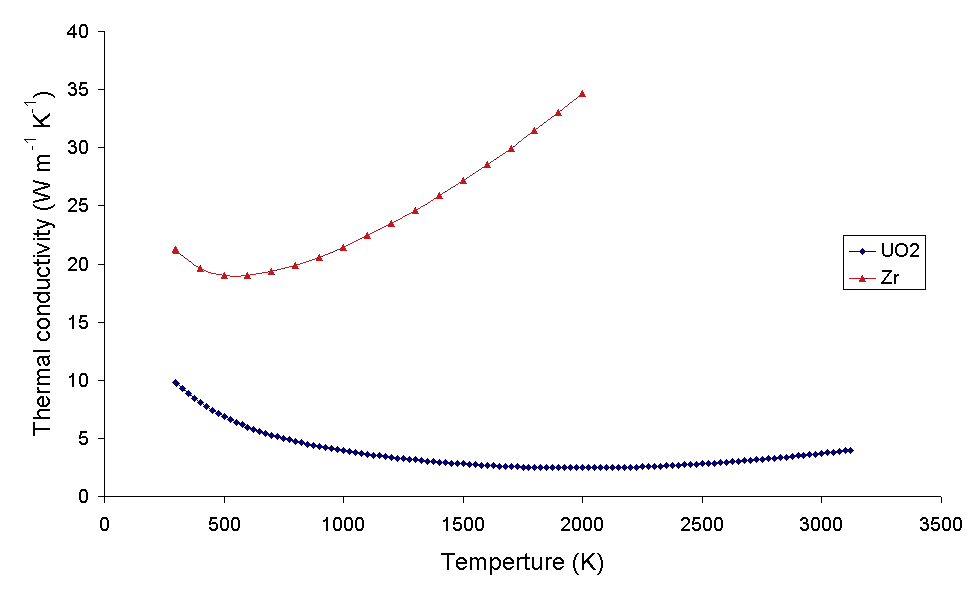
La conductividad termal de metal de zirconio y del dióxido de uranio como una función de la temperatura.

### Colorante para el barniz de cerámicas
Todos los óxidos de uranio fueron usados como colorantes de vidrios y cerámicas. Las cerámicas basadas en óxido de uranio se vuelven verdes o negras cuando son calentadas en una atmósfera reductora y negras cuando son calentadas con oxígeno. Las Fiestaware de color naranja son un conocido ejemplo de un producto con un barniz basado en uranio. El dióxido de uranio también ha sido usado en fórmulas de esmalte, vidrio con uranio y porcelana.
Antes de 1960, los óxidos de uranio eran usados como vidriados coloreados. Es posible determinar con un contador Geiger si un barniz o vidrio contienen óxido de uranio.

### Otros usos

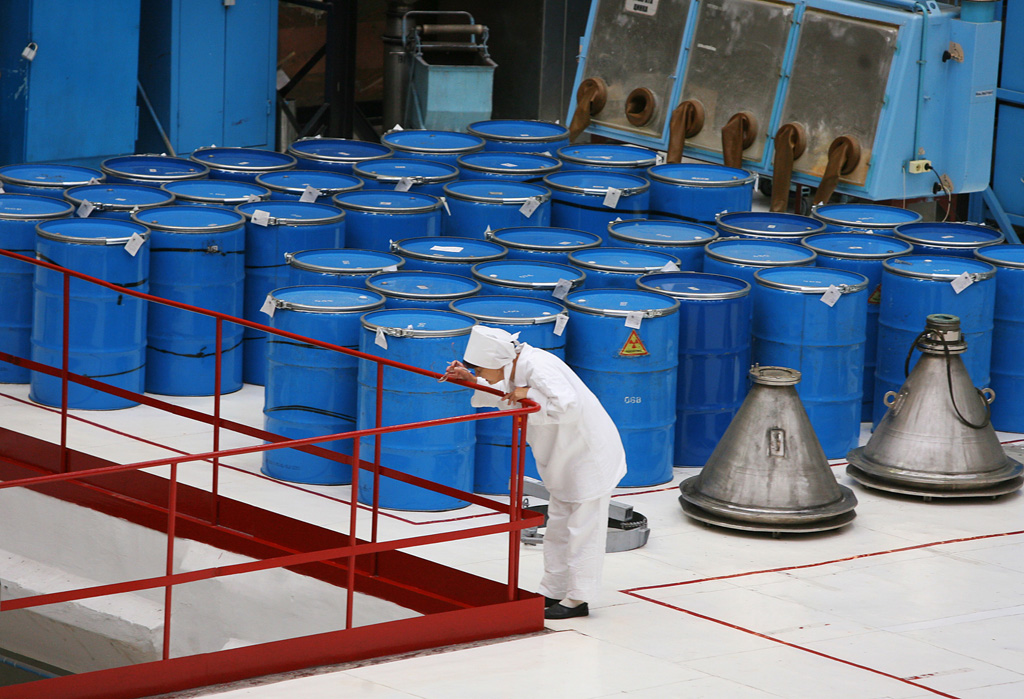
Contenedores con materia prima para fabricar pellets de combustible con dióxido de uranio en la planta de Novosibirsk Chemical Concentrate Works, en Rusia.

El UO2 (DUO2)  empobrecido puede ser usado como un material para la  protección contra la radiación. Por ejemplo, el Ducrete es un concreto pesado donde la grava es reemplazada con un agregado de dióxido de uranio; este material es investigado para ser usado para los barriles de los  desechos radiactivos. También los barriles pueden ser fabricados de cermet de acero-DUO2, un material compuesto fabricado de un agregado de dióxido de uranio que sirve como un escudo contra la radiación, de grafito y/o carburo de silicio que sirven como un absorbente y moderador de la radiación por neutrones, y acero como la matriz, cuya alta conductividad termal permite una fácil remoción del calor generado por la desintegración.
El dióxido de uranio empobrecido también puede ser usado como un  catalizador, por ejemplo, para la degradación de compuestos orgánicos volátiles en fase gaseosa, la  oxidación del metano en metanol, y la remoción del azufre del petróleo. Tiene una alta eficiencia y estabilidad de largo plazo en su uso para destruir compuestos orgánicos volátiles cuando se le compara con algunos otros  catalizadores comerciales, tales como los basados en  metales preciosos, el TiO2 y el Co3O4. La mayor parte de la investigación está siendo realizada en esta área, siendo el favorito para el componente de uranio el uranio empobrecido dada su baja radiactividad.
También está siendo investigado el uso del dióxido de uranio como material para  baterías recargables. Las baterías podrían tener una alta densidad de energía y un potencial de 4,7 V por celda. Otra aplicación que se investiga es para  celdas foto electroquímicas para la producción de hidrógeno asistida solarmente donde el UO2 es usado como un fotoánodo. Durante los primeros años, el dióxido de uranio también fue usado como un conductor de calor para la limitación de corriente (resistor-URDOX), que fue el primer uso de sus propiedades semiconductoras.

### Propiedades semiconductoras
La banda prohibida del dióxido de uranio es comparable a las del silicio y del arseniuro de galio (GaAs), cerca del óptimo para eficiencia versus la curva de brecha de banda para la absorción de radiación solar, lo que sugiere su posible uso para  celdas solares muy eficientes basadas en la estructura del diodo Schottky; también absorbe en cinco diferentes  longitudes de onda, incluyendo la  infrarroja, aumentando aún más su eficiencia. Su conductividad intrínseca a temperatura ambiente es aproximadamente la misma que la de un monocristal de silicio.
La constante dieléctrica del dióxido de uranio es de aproximadamente 22, que es casi el doble de alta que la del silicio (11,2) y que la del GaAs (14,1). Esto es una ventaja sobre el Si y el GaAs en la construcción de  circuitos integrados, ya que permite una densidad de integración más alta con un nivel de voltaje de ruptura más alto y con una susceptibilidad más baja a la ruptura de efecto túnel CMOS.
El  coeficiente de Seebeck del dióxido de uranio a temperatura ambiente es de aproximadamente 750 µV/K, un valor significativamente más alto que los 270 µV/K de las aleaciones de talio estaño teluro (Tl2SnTe5) y del talio germanio teluro (Tl2GeTe5) y del bismuto-telurio, otros materiales prometedores para aplicaciones de termopotencia y de elementos Peltier.
El impacto del  decaimiento radiactivo del 235U y del 238U sobre sus propiedades  semiconductoras no había sido medida al año 2005. Debido a la lenta tasa de desintegración de estos isótopos, no debería ser una influencia significativa en las propiedades de las celdas solares y dispositivos termoeléctricos de dióxido de uranio, pero puede ser un factor importante para los chips VLSI. El uso del óxido de uranio empobrecido es necesario por esta razón. La captura de las  partículas alfas emitidas durante la desintegración radiactiva como átomos de helio en la estructura cristalina también puede causar cambios graduales de sus propiedades en el largo plazo.
La estequiometría del material influencia dramáticamente sus propiedades eléctricas. Por ejemplo, la conductividad eléctrica del UO1.994 es de órdenes de magnitud más baja a temperaturas más altas que la conductividad del UO2.001.
El dióxido de uranio, como U3O8, es un material  cerámico capaz de resistir altas temperaturas (aproximadamente 2 300 °C, en comparación a los 200 °C para el silicio o el GaAs), haciéndolo adecuado para aplicaciones de altas temperaturas como los dispositivos termofotovoltaicos.
El dióxido de uranio también es resistente al daño por radiación, haciéndolo útil para dispositivos endurecidos contra la radiación destinados a aplicaciones militares especiales o aeroespaciales.

## Toxicidad
Se sabe que el dióxido de uranio es absorbido por fagocitosis en los pulmones. Es supremamente peligroso para el ser humano.